# LIVE STAND
LIVE STAND（ライブ・スタンド）は、吉本興業が企画制作、ロッキング・オンが運営するお笑いのライブイベントである。2007年から2010年まで東京と大阪で開催されていた（大阪は2008年から）。2022年に12年ぶりに復活した。

## 概説
ロック・フェスティバルをお手本に複数ステージで同時進行する日本最大規模のお笑いフェスティバルであり、吉本興業所属は勿論、および吉本興業以外の人気芸人が多数出演する。芸人のネタ見せのほか、吉本芸人がレギュラー出演する在京キー局製作番組の舞台版もイベントとして行われる（後述）。これらのステージは舞台のみの特別版で、最後までテレビ放送されたことはなかった。
ライブ自体の中継は第1回からヨシモトファンダンゴTVでメインステージが生中継され、メインステージ以外のライブも録画放送されている。第2回の東京公演は2008年5月23日深夜（24日未明）にWOWOWで放送された（デジタル放送では3チャンネルすべてを使って3ステージを同時放送した）。
4年目となる2010年は、これまでのゴールデンウィークから夏季に移行し、東京では7月17日から19日までの3日間にわたって開催された。しかし、5年目となるはずであった2011年は、ゴールデンウィークは東日本大震災の影響で開催できず、事実上開催終了となった。その代替イベントとして『YOSHIMOTO WONDER CAMP TOKYO 〜Laugh&Peace 2011〜』が開催されたものと思われる。
2010年7月19日公演で270人の芸人が出演し、同日にギネス・ワールド・レコーズにより、「1日で最もたくさんの芸人が出演している世界一のお笑いイベント」としてギネス認定された。（2011年12月29日に東京・ヨシモト∞ホールで開催されたイベント『ヨシモト∞ホール 世界一への挑戦』で317人が出演し記録更新）
なお、席は、「STAND＝立つ」の通り、立見席しかない。

### 動員数と興行収入
| 回 | 年     | 動員数 | 興行収入    | 出典  |
| -- | ------ | ------ | ----------- | ----- |
| 01 | 2007年 | 45,000 | 4億円       | [ 4 ] |
| 02 | 2008年 | 55,000 |             | [ 5 ] |
| 03 | 2009年 | 60,000 |             | [ 5 ] |
| 04 | 2010年 | 62,000 | 5億3000万円 | [ 6 ] |

第1回の開催にあたって、吉本の芸人が出演する番組の多くで告知が行われた。その中で複数の芸人がチケットの売れ行きが良くないことを明かしていた。動員数・興行収入ともに目標には達しなかったものの立ち上げたばかりのフェスとしてはそれなりの結果を残した。

### その他
吉本所属の芸人が多数出演しているものの、冠番組を多数持つ司会者等、お笑い芸人数組が未出演である。その内の1人である明石家さんまは自身がパーソナリティを務めるラジオ番組『ヤングタウン土曜日』（MBSラジオ）で、「間で勝負する芸人が音響機器で間のずれる広い施設では、お笑いイベントを開催すべきではない」と未出演の理由を述べている。ダウンタウンの松本人志は第1回の開催の告知が自身の番組内で行われた際に「参加したくない」「やるべきではないイベント」と発言している。

## 開催概要
| 年     | 地域       | 期日                            | 会場                                      | 主催                     | 後援・協賛・協力 |
| ------ | ---------- | ------------------------------- | ----------------------------------------- | ------------------------ | --- |
| 2007年 | 東京       | 4月28-30日                      | 幕張メッセ4-8ホール（千葉県千葉市美浜区） | 幕張メッセ、ニッポン放送 | 後援：日本テレビ、TBS、フジテレビ、テレビ朝日、テレビ東京、テレビ神奈川 |
| 2008年 | 東京       | 4月26・27・29日                 | 幕張メッセ4-8ホール                       | 幕張メッセ、ニッポン放送 | 後援：日本テレビ、東京放送、フジテレビ、テレビ朝日、テレビ東京、テレビ神奈川 |
| 2008年 | 大阪       | 11月22日・23日                  | インテックス大阪4号館・5号館              | 関西テレビ               | 特別協賛：郵便事業 |
| 2009年 | 東京       | 7月18-20日                      | 幕張メッセ4-8ホール                       | 幕張メッセ、ニッポン放送 | 協力：ディスクガレージ 後援：日本テレビ、TBS、フジテレビ、テレビ朝日、テレビ東京 協賛：KYORAKU、ニコニコ動画（ニワンゴ）、スシロー、第一興商（LIVE DAM）、オロナミンC（大塚化学）、ソフトバンクモバイル、森永製菓、DHC、スカルプD、ファンタ、寺島情報企画、任天堂、ハドソン、タカラトミー、HMVジャパン、タワーレコード |
| 2009年 | 大阪 ^     | 11月21-23日                     | インテックス大阪                          |                          | |
| 2010年 | 東京       | 7月17-19日                      | 幕張メッセ4-8ホール                       | 幕張メッセ、ニッポン放送 | 制作協力：キョードーファクトリー 協力：キョードー東京 後援：日本テレビ、TBS、フジテレビ、テレビ朝日、テレビ東京 協賛：NTTコミュニケーションズ、au by KDDI、KYORAKU、ニコニコ動画、bing、第一興商、オロナミンC、シダックス、ソフトバンクモバイル、日清食品、味の素、森永製菓、スカルプD、ハドソン、HMVジャパン、丸武産業、ニチイ、プリシラ、神戸クリニック、ハドソン、ピザーラ（フォーシーズ）、DHC、大阪王将（イートアンド）、KINECT（マイクロソフト） |
| 2010年 | 大阪       | 10月15日（前夜祭） 10月16・17日 | インテックス大阪3-5号館                   | キョードー大阪           | 制作協力：キョードーファクトリー 後援：朝日新聞大阪本社、朝日放送、FM OSAKA、α-station、e-radio、大阪スポーツ、大阪日日新聞、カジカジ、関西ウォーカー、関西テレビ、GAORA、Kiss-FM KOBE、KBS京都、近鉄ケーブルネットワーク、ケイ・キャット、産経新聞社、サンケイスポーツ、サンテレビジョン、ジェイコムウエスト、スカイ・A sports+、スカイビジョン、スポーツニッポン新聞社、テレビ大阪、テレビ和歌山、デイリースポーツ、デジタルプラネット衛星放送、奈良新聞社、奈良テレビ放送、日刊スポーツ、びわ湖放送、ぴあ、ベイ・コミュニケーションズ、報知新聞大阪本社、毎日新聞社、毎日放送、Meets Regional、夕刊フジ、読売新聞大阪本社、読売テレビ、洛西ケーブルビジョン、ラジオ大阪、ラジオ関西、じゃらん、和歌山放送 |
| 2011年 | 開催されず | 開催されず                      | 開催されず                                | 開催されず               | 開催されず |

備考
1. ^新型インフルエンザの影響で中止となった。

## 会場
たくさんのステージに分けられている。
- CONA-MON STAGE（コナモンステージ）
  - ここがメインステージ。ベテランから若手までが出演。
- KAWAKI-MON STAGE（カワキモンステージ）
  - 中堅から若手までがネタをする。他にも、色々な企画が開催された（ものまね芸人SP・歌ウマ芸人SP・楽屋ニュースSP・コムロきどりSP・イス-1 GP SP・曲者SP）。
- AGE-MON STAGE（アゲモンステージ）
  - 超若手芸人がネタバトルを繰り広げる。
- SHIRU-MON BOOTH（シルモンブース）
  - 小笠原まさや（東方五行占い）とLove Me Do（タロット占い）の2人が1日限定20組を占う。
- その他
  - 他にもたくさんのブースがある。
  - オロナミンCブース
  - スカパー!ブース
  - Fandango!ブース
  - HMVブース
  - コミックよしもとブース
  - よしもとテレビ通り
  - オフィシャルグッズショップ

## グッズ
- Tシャツ（白×ピンク、黒、紫、白×金、ピンク）
- 七分袖ラグランTシャツ
- フェイスタオル（黒、ピンク）
- マフラータオル
- 携帯ストラップ（ピンク、黄色）
- キーホルダー（2種類）

## テレビ番組の舞台版
LIVE STANDでは在京キー局のバラエティ番組の舞台版が行われている。以下、その番組。
- あらびき団（TBS）
- 爆笑レッドシアター（フジテレビ）
- 雨上がり決死隊のトーク番組アメトーーク!（テレビ朝日、2009年 - ）[8]